# Colombo (famiglia)
Colombo (Colón, in spagnolo) è un'importante famiglia originaria, secondo la maggior parte degli storici, della Repubblica di Genova. Grazie al membro più illustre della famiglia, il navigatore Cristoforo Colombo scopritore dell'America mentre cercava di raggiungere l'India, la famiglia si è in seguito sviluppata in Spagna, in Portogallo e nel "Nuovo Mondo".

## Le origini della famiglia
Il primo capostipite della famiglia conosciuto è Giovanni Colombo di professione cardatore e lanaiolo. 
Suo fratello fu Nicolino Colombo, fratello di Lancia, che si trasferì a Cogoleto, nel 1376, e cambiò nome, da Nicolino a Domenico, originando il ramo tipicamente corsaro dei Colombo di Cogoleto. Nicolino Colombo ebbe due figli accertati, Cristoforo e Bartolomeo, di cui anche questo Cristoforo, cugino del Navigatore, fu corsaro Ammiraglio.
Giovanni Colombo ebbe quattro figli Domenico padre del navigatore Cristoforo Colombo, Franceschino, Giacomo (dietro esplicita richiesta del Marchese Guglielmo VIII Paleologo e Principe dell'Impero al Papa Paolo II, ottenne l'investitura a vescovo titolare di Betlemme) e Bertino (fiancheggiava il Marchese Teodoro, per mare e per terra, nella conquista di Savona, sicché, nel 1419, venne definito espressamente famigliare del Marchese e quindi Paleologo), imparentato con l'aristocratica famiglia di Teodoro II del Monferrato.

## La famiglia di Domenico Colombo
Sulle origini geografiche della famiglia Colombo sono state effettuate numerose ricerche, che sono in seguito giunte a risultati diversi e contrastanti. Una prima teoria afferma che i genitori di Cristoforo Colombo abitavano in un luogo detto Terrarossa, poco distante da Nervi, nella val Fontanabuona. Il padre Domenico era, dunque, cittadino genovese, abitante nella Parrocchia di San Stefano, con la moglie Susanna Fontanarossa. Secondo questa ricostruzione, sembrerebbe fuori di dubbio che Domenico, padre di Cristoforo (futuro Ammiraglio), tessitore di panni di lana, abbia vissuto a lungo in Fontanabuona, lasciando la casa paterna, quando morì suo padre, tra il 1440 ed il 1444.
Di conseguenza, anche Cristoforo, nato nel 1447-1451, nacque dove abitava il capo famiglia all'epoca: in Fontanabuona, dove esiste ancora oggi la casa in cui nacque Cristoforo, che porta il nome di Casa dei Colombo, e si trova in un gruppo di case chiamato Terrarossa Superiore, ed il luogo dove esisteva il follo di Domenico Colombo, per la follatura dei panni di lana. Le origini piacentine di Domenico sono sostenute sulla base di alcuni atti notarili, stipulati presso il notaio piacentino Giacomo Cucheria, datati il 5 aprile 1443.
In essi, si dice sia che Domenico Colombo è il padre di Cristoforo e che Cristoforo è il fratello maggiore di Bartolomeo, sia che sempre Domenico, che già in quel periodo risiedeva a Genova, era figlio di Giovanni, abitante nella villa di Pradello, e che padre di questo Giovanni fu un certo Bartolino Colombo, che fondò il Fedecommesso delle Terre di Pradello, da lui dichiarate inalienabili fuori della discendenza Colombo.
Alcuni storici ritengono possibile conciliare le pretese genovesi con quelle piacentine. Domenico sarebbe nato effettivamente a Genova, o nel suo territorio, ma sarebbe figlio di genitori provenienti dal Piacentino. Data l'assenza di documenti certi, molti storici nel passato avevano già notato che le "famiglie Colombo", aventi un figlio Cristoforo ed un padre Domenico, sono più di una, con diversa madre, esercitanti diversi mestieri, aventi diversa ricchezza, con diversa origine, con diversa residenza.

## Armoriale dei Colombo
L'arma originaria della famiglia Colombo soggiaceva alla seguente blasonatura: d'oro, alla banda d'azzurro, con il capo di rosso. Così è stato sino al 1493 allorché, per privilegio concesso a Barcellona il 20 maggio, i re cattolici conferirono a Cristoforo Colombo un nuovo stemma, alla luce delle scoperte e dei servigi resi alla corona.

## Tavola genealogica di sintesi
|                       |                       |                       |                       |                       |                       |                          |                          |                           |                               |                               |                        |                           |                           |                           |                        |                     |                     |                 |
|                       |                       |                       |                       |                       |                       |                          |                          |                           |                               |                               |                        |                           |                           | Antonio *1320 †?          |                        |                     |                     |                 |
|                       |                       |                       |                       |                       |                       |                          |                          |                           |                               |                               |                        |                           |                           |                           |                        |                     |                     |                 |
|                       |                       |                       |                       |                       |                       |                          |                          |                           |                               |                               |                        |                           |                           |                           |                        |                     |                     |                 |
|                       |                       |                       |                       |                       |                       |                          |                          |                           |                               |                               |                        |                           |                           | Luca *1360 †?             |                        |                     |                     |                 |
|                       |                       |                       |                       |                       |                       |                          |                          |                           |                               |                               |                        |                           |                           |                           |                        |                     |                     |                 |
|                       |                       |                       |                       |                       |                       |                          |                          |                           |                               |                               |                        |                           |                           |                           |                        |                     |                     |                 |
|                       |                       |                       |                       |                       |                       |                          |                          |                           |                               |                               |                        |                           |                           | Giovanni *1390 †1442      |                        |                     |                     |                 |
|                       |                       |                       |                       |                       |                       |                          |                          |                           |                               |                               |                        |                           |                           |                           |                        |                     |                     |                 |
|                       |                       |                       |                       |                       |                       |                          |                          |                           |                               |                               |                        |                           |                           |                           |                        |                     |                     |                 |
|                       |                       |                       |                       |                       |                       |                          |                          |                           |                               |                               | Bertino *? †?          | Bertino *? †?             | Domenico *1418 †1499/1500 | Domenico *1418 †1499/1500 | Franceschino *? †?     | Franceschino *? †?  | Giacomo *? †?       | Giacomo *? †?   |
|                       |                       |                       |                       |                       |                       |                          |                          |                           |                               |                               |                        |                           |                           |                           |                        |                     |                     |                 |
|                       |                       |                       |                       |                       |                       |                          |                          |                           |                               |                               |                        |                           |                           |                           |                        |                     |                     |                 |
|                       |                       |                       |                       |                       |                       |                          |                          |                           |                               | Cristoforo *1451 †1506        | Cristoforo *1451 †1506 | Giovanni Pellegrino *? †? | Giovanni Pellegrino *? †? | Bartolomeo *1460 †1514    | Bartolomeo *1460 †1514 | Giacomo *1468 †1515 | Giacomo *1468 †1515 |                 |
|                       |                       |                       |                       |                       |                       |                          |                          |                           |                               |                               |                        |                           |                           |                           |                        |                     |                     |                 |
|                       |                       |                       |                       |                       |                       |                          |                          |                           |                               |                               |                        |                           |                           |                           |                        |                     |                     |                 |
|                       |                       |                       |                       |                       |                       |                          |                          |                           | Diego *1479-1480 o 1474 †1526 | Diego *1479-1480 o 1474 †1526 | Fernando *1488 †1539   | Fernando *1488 †1539      |                           |                           |                        |                     |                     |                 |
|                       |                       |                       |                       |                       |                       |                          |                          |                           |                               |                               |                        |                           |                           |                           |                        |                     |                     |                 |
|                       |                       |                       |                       |                       |                       |                          |                          |                           |                               |                               |                        |                           |                           |                           |                        |                     |                     |                 |
|                       | María *1510 †1578     | María *1510 †1578     |                       |                       | Cristóbal *1512 †1571 | Cristóbal *1512 †1571    | Juana *1512 †1592        | Juana *1512 †1592         |                               | Isabel *1513 †1551            | Isabel *1513 †1551     | Luis                      | Luis                      |                           | Diego *1523 †1546      | Diego *1523 †1546   | Felipa *? †1548     | Felipa *? †1548 |
|                       |                       |                       |                       |                       |                       |                          |                          |                           |                               |                               |                        |                           |                           |                           |                        |                     |                     |                 |
|                       |                       |                       |                       |                       |                       |                          |                          |                           |                               |                               |                        |                           |                           |                           |                        |                     |                     |                 |
| Cristóbal             | Cristóbal             | María *? †1591        | María *? †1591        | Diego *? †1578        | Diego *? †1578        | Francisca *~1550 †1616   | Francisca *~1550 †1616   |                           |                               | Álvaro *1532 †1581            | Álvaro *1532 †1581     | · Duchi di Veragua I      | · Duchi di Veragua I      | Cristóbal y Luis *? †?    | Cristóbal y Luis *? †? | Justiniano *? †?    | Justiniano *? †?    |                 |
|                       |                       |                       |                       |                       |                       |                          |                          |                           |                               |                               |                        |                           |                           |                           |                        |                     |                     |                 |
|                       |                       |                       |                       |                       |                       |                          |                          |                           |                               |                               |                        |                           |                           |                           |                        |                     |                     |                 |
| · Duchi di Veragua II | · Duchi di Veragua II |                       |                       |                       | Diego *? †?           | Diego *? †?              | Josefa *1597 †?          | Josefa *1597 †?           | Jorge Alberto *1566 †1589     | Jorge Alberto *1566 †1589     | Nuño Álvares           | Nuño Álvares              |                           |                           |                        |                     |                     |                 |
|                       |                       |                       |                       |                       |                       |                          |                          |                           |                               |                               |                        |                           |                           |                           |                        |                     |                     |                 |
|                       |                       |                       |                       |                       |                       |                          |                          |                           |                               |                               |                        |                           |                           |                           |                        |                     |                     |                 |
|                       |                       |                       |                       |                       |                       |                          | Josefa *1621 † post 1650 | Josefa *1621 † post 1650  |                               |                               | · Duchi di Veragua III | · Duchi di Veragua III    |                           |                           |                        |                     |                     |                 |
|                       |                       |                       |                       |                       |                       |                          |                          |                           |                               |                               |                        |                           |                           |                           |                        |                     |                     |                 |
|                       |                       |                       |                       |                       |                       |                          |                          |                           |                               |                               |                        |                           |                           |                           |                        |                     |                     |                 |
|                       |                       |                       |                       |                       |                       | Francisco *1646 †1705    | Francisco *1646 †1705    | Antonio Bernardo *1650 †? | Antonio Bernardo *1650 †?     |                               |                        |                           |                           |                           |                        |                     |                     |                 |
|                       |                       |                       |                       |                       |                       |                          |                          |                           |                               |                               |                        |                           |                           |                           |                        |                     |                     |                 |
|                       |                       |                       |                       |                       |                       |                          |                          |                           |                               |                               |                        |                           |                           |                           |                        |                     |                     |                 |
|                       |                       |                       |                       |                       |                       | Pedro Isidro *1695 †1770 |                          |                           |                               |                               |                        |                           |                           |                           |                        |                     |                     |                 |
|                       |                       |                       |                       |                       |                       |                          |                          |                           |                               |                               |                        |                           |                           |                           |                        |                     |                     |                 |
|                       |                       |                       |                       |                       |                       |                          |                          |                           |                               |                               |                        |                           |                           |                           |                        |                     |                     |                 |
|                       |                       | Francisco Ángel *? †? | Francisco Ángel *? †? | José Joaquín *1746 †? | José Joaquín *1746 †? | Félix *1748 †?           | Félix *1748 †?           | Pedro Antonio *? †?       | Pedro Antonio *? †?           | Mariano                       | Mariano                |                           |                           |                           |                        |                     |                     |                 |
|                       |                       |                       |                       |                       |                       |                          |                          |                           |                               |                               |                        |                           |                           |                           |                        |                     |                     |                 |
|                       |                       |                       |                       |                       |                       |                          |                          |                           |                               |                               |                        |                           |                           |                           |                        |                     |                     |                 |
|                       |                       |                       |                       |                       |                       |                          |                          |                           |                               | · Duchi di Veragua V          |                        |                           |                           |                           |                        |                     |                     |                 |